# Зайцев, Павел Иванович
Павел Иванович Зайцев (укр. Павло́ Іва́нович За́йцев ; 23 сентября 1886, Сумы, Харьковская губерния, Российская империя — 2 сентября 1965, Мюнхен, ФРГ) — деятель украинского национального движения, общественно-политический деятель, член Украинской Центральной рады. Учёный-литературовед, историк литературы, дипломат, педагог.

## Биография
В 1904 году окончил Сумскую гимназию, в 1913 году — юридический, а затем историко-филологический факультет Императорского Санкт-Петербургского университета. Преподавал русский, польский, латинский и греческий языки в вузах Санкт-Петербурга.
С 1905 года — член Революционной украинской партии, в 1908 — Товарищества украинских прогрессистов, в 1917 году избран в ЦК Украинской партии социалистов-федералистов.
После Февральской революции в апреле 1917 года Временное правительство назначило его косовским уездным комиссаром на Прикарпатье. От Петроградской украинской общины был избран членом Украинской Центральной рады. С сентября 1917 года руководил канцелярией Генерального секретаря по делам образования. В 1918 году возглавил департамент общих дел Министерства образования Украинской Народной Республики при правительстве гетмана П. Скоропадского.
Редактировал издания «Наше минуле» (1918—1919), «Записки историко-филологического отдела УАН».
В 1919—1920 годах работал в ВУАН.
В 1920—1921 гг. — начальник культурно-образовательного отдела Армии УНР, руководил вопросами искусства и национальной культуры, а также был временно исполняющим обязанности управляющего делами Министерства печати и пропаганды УНР.
Позже в эмиграции. Член Совета УНР в Тарнове (ныне Тарнув, Польша), секретарь дипломатической миссии УНР (1921).
Сотрудник Украинского научного института в Варшаве. В 1921—1939 годах преподавал украинский язык и историю литературы в Варшавском университете. C 1929 года — член литературной группы «Танк».
C 1948 года — директор Института шевченковедения Украинской свободной академии наук. Декан философского факультета Украинского свободного университета (с 1963). Член совета Украинского национально-демократического союза (с 1963).
Один из самых известных исследователей жизни и творчества Т. Шевченко, отыскал и опубликовал большое количество его автографов. Председатель комиссии шевченковедения при филологической секции Научного общества имени Шевченко (с 1931). Под редакцией П. Зайцева Украинский научный институт в Варшаве издал 13 из 16 запланированных томов сочинений Т. Шевченко (1934—1939).
Автор работ по шевченковедению, истории украинской литературы и общественно-политической мысли XIX века.
В 1923 году его жену, Валентину, агента НКВД разоблачил начальник контрразведки УНР Н. Чеботарёв.

## Избранные труды
- «Російські поеми Т. Г. Шевченка» (1913),
- «Перше кохання Т. Г. Шевченка» (1914),
- «Марафет» (1921),
- «Шевченко і поляки» (1934, на пол. языке),
- «Життя Тараса Шевченка» (Нью-Йорк-Париж-Мюнхен, 1955).